# HD 206005
HD 206005，又名BD-11 5640，SAO 164555、HR 8273，是一颗恒星，视星等为6.08，位于銀經43.53，銀緯-42，其B1900.0坐标为赤經21h 34m 5.6s，赤緯-11° -42′ 38″。